# Санріку
39°58′14″ пн. ш. 141°57′15″ сх. д. / 39.97055556° пн. ш. 141.95416667° сх. д.
Санріку (三陸海岸, Sanriku-kaigan) — прибережний регіон у Японії, на північному сході острова Хонсю.

## Назва
Назва регіону Санріку перекладається буквально як «три Ріку», оскільки за часів періоду Мейдзі (до моменту створення адміністративної системи префектур у Японії) він складався з трьох провінцій — Рикусю, Рікутю і Рікудзен.

## Географія
Санріку простягається вздовж узбережжя Тихого океану на відстань 600 км від громади Хатінохе у префектурі Аоморі на півночі і до півострова Осіка у префектурі Міяґі на півдні. Північна його частина є нагромадженням скель і круч, на півдні ж лежать переважно вузькі, звивисті бухти. На узбережжі розташовані три префектури: Аоморі, Івате і Міягі.
Протягом багатьох сотень років узбережжя Санріку, особливо його південна частина, схильна до сильних землетрусів і спричинених ними ударів цунамі. Це пов'язано з двома причинами:
1. Санріку лежить поруч із розташованою тут зоною субдукції Тихоокеанської плити, що є причиною частих землетрусів, які викликають, у свою чергу, гігантські цунамі. Серед найпотужніших — землетрус і цунамі Дзьоган-Санріку (869)[en], землетрус і цунамі Кейсьо-Санріку (1611), землетрус і цунамі Мейдзі-Санріку (1896) і землетрус Тохоку (2011).
2. Особливо важкі наслідки цунамі також пов'язані з особливостями прибережного рельєфу в південній частині Санріку. Порізаний бухтами ландшафт при ударах хвиль викликає їх рефракцію, що підвищує висоту і багаторазово посилює руйнівну дію цунамі[4].

На територіях префектур Міягі і Івате розташований Національний парк Рікусю-Кайган, у південній частині Санріку — Мінамі-Санріку-Кінказан (національний парк).

## Рибальство
Перед узбережжям Санріку в Тихому океані зустрічаються йде з півночі холодна течія Оясіо з півночі і тепла Куросіо зі сходу. Завдяки цьому унікальному природному феномену знаходяться води біля узбережжя Санріку входять в число трьох найбагатших промисловою рибою регіонів у світі.